# Jacques d'Agar
Jacques d'Agar (dánsky: Jacob d'Agar 9. března 1640, Paříž – 16. listopadu 1715, Kodaň) byl francouzský portrétista narozený v Paříži. Byl žákem Jacoba Ferdinanda Voeta. Svou kariéru zahájil jako malíř historie, ale historickou malbu brzy opustil a začal se věnovat portrétování, ve kterém se stal velmi úspěšným.
V roce 1675 byl přijat na Akademii a stal se královským a dvorským malířem. Po odvolání ediktu z Nantes byl d'Agar jako protestant z Akademie vyloučen. Proto v roce 1682 opustil Francii a nikdy se do ní znovu nevrátil.
Byl pozván na dánský dvůr a sponzorován králem Kristiánem V. Jeho autoportrét, namalovaný pro Cosima III. Medicejského v roce 1693 na žádost krále Kristiána V., je vystaven v Galleria degli Uffizi ve Florencii. Navštívil Anglii, nějaký čas zde pobýval a setkal se zde s úspěchem. Namaloval portréty několika členů britské šlechty za vlády královny Anny, včetně vévodkyně z Montagu, hraběnek z Rochfortu a Sunderlandu, Thomase, hraběte ze Straffordu, a dalších. Jeho portrét Karla II. Anglického byl prý vystaven dříve v galerii v Christiansborgu.

## Galerie

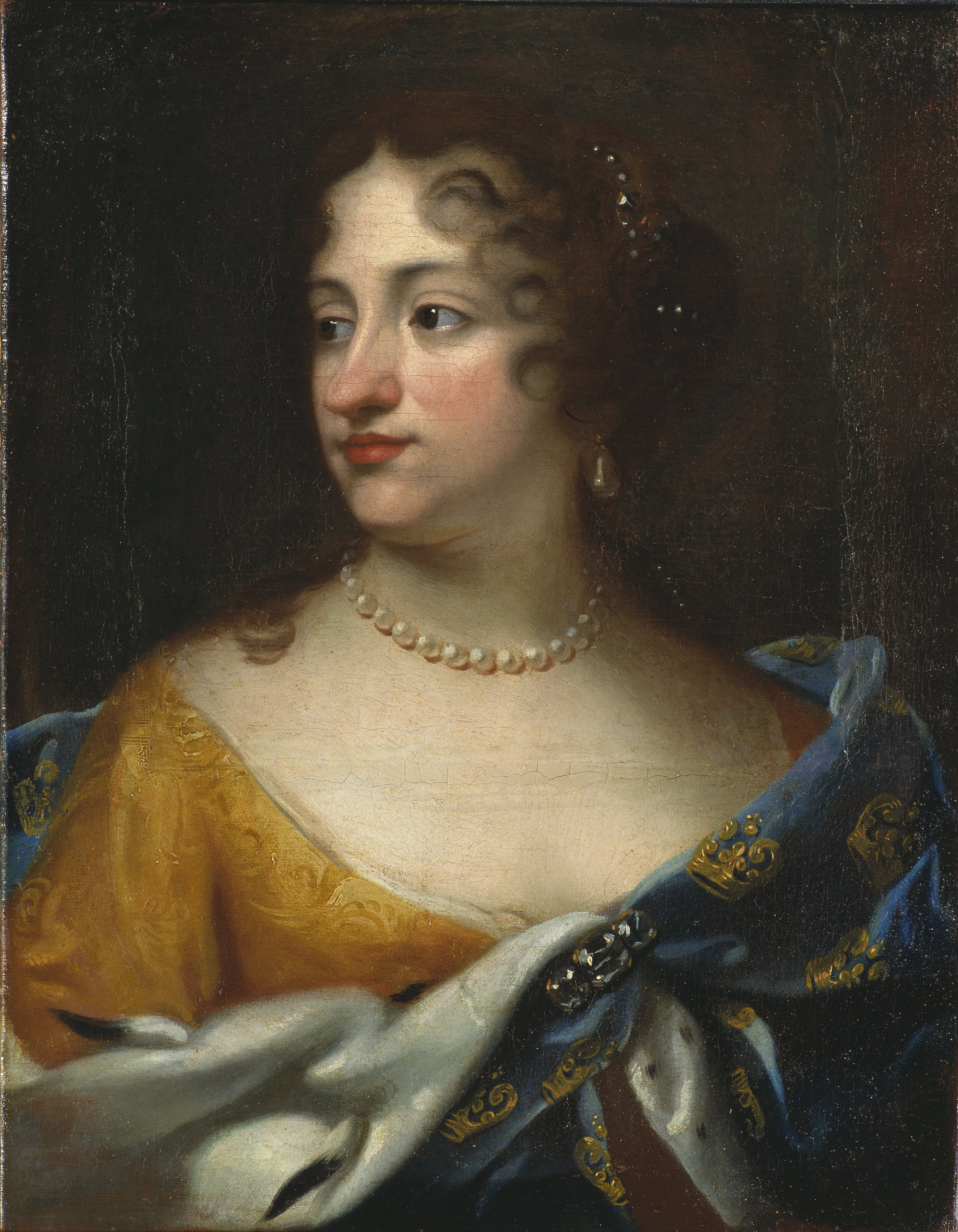
Ulrika Eleonora Dánská, obraz od d'Agar, asi 1690
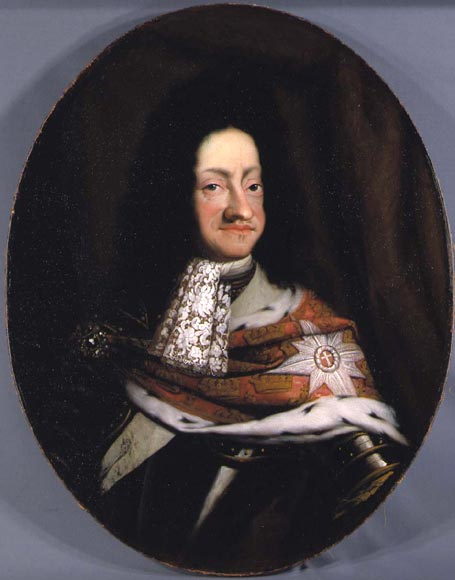
Kristián V. Dánský, obraz od d'Agar